# Copa de España veldrijden
De Copa de España de Ciclocross oftewel de Spaanse Beker Veldrijden is een regelmatigheidscriterium in het veldrijden, dat vanaf 2016 wordt georganiseerd door de Koninklijke Spaanse Wielerbond (Real Federación Española de Ciclismo).

## Wedstrijden
| Editie         | Aantal | 2016 | 2017 | 2018 | 2019 | 2020 | 2021 | 2022 | 2023 |
| Crossen        | 8      | 6    | 4    | 4    | 6    | 3    | 5    | 9    | 8    |
| -------------- | ------ | ---- | ---- | ---- | ---- | ---- | ---- | ---- | ---- |
| Karrantza      | 7      | 3    | 2    | 3    | 3    |      | 3    | 5    | 5    |
| Llodio         | 6      | 1    | 1    | 1    | 1    |      | 2    | 4    |      |
| Stad Valencia  | 6      |      | 4    | 4    | 6    | 3    |      | 9    | 8    |
| Elorrio        | 4      | 6    | 3    | 2    | 2    |      |      |      |      |
| Alcobendas     | 4      |      |      |      | 4    |      | 4    | 7    | 6    |
| Pontevedra     | 4      |      |      |      | 5    |      | 1    | 2    | 2    |
| Les Franqueses | 3      | 4    |      |      |      |      |      | 3    | 4    |
| Xativa         | 3      |      |      |      |      | 2    |      | 8    | 7    |
| Tarancon       | 2      |      |      |      |      |      | 5    | 6    |      |
| Gijon          | 2      |      |      |      |      |      |      | 1    | 1    |
| Muskiz         | 1      | 2    |      |      |      |      |      |      |      |
| Manlleu        | 1      | 5    |      |      |      |      |      |      |      |
| Sueca          | 1      |      |      |      |      | 1    |      |      |      |
| As Pontes      | 1      |      |      |      |      |      |      |      | 3    |

| afgelast |

## Palmares per editie

### Mannen elite
| Seizoen | Winnaar                | Tweede                 | Derde                     |
| ------- | ---------------------- | ---------------------- | ------------------------- |
| 2023    | Gonzalo Inguanzo Macho | Mario Junquera         | Felipe Orts               |
| 2022    | Kevin Suárez           | Gonzalo Inguanzo Macho | Mario Junquera San Millán |
| 2021    | Ismael Esteban         | David van der Poel     | Kevin Suárez              |
| 2020    | Felipe Orts            | Kevin Suárez           | Mario Junquera            |
| 2019    | Ismael Esteban         | Felipe Orts            | Kevin Suárez              |
| 2018    | Felipe Orts            | Vincent Baestaens      | Aitor Hernández           |
| 2017    | Felipe Orts            | Aitor Hernández        | Javier Ruiz de Larrinaga  |
| 2016    | Ismael Esteban         | Felipe Orts            | Aitor Hernández           |

### Vrouwen elite
| Seizoen | Winnares       | Tweede                 | Derde                    |
| ------- | -------------- | ---------------------- | ------------------------ |
| 2023    | Lucía González | Sofia Rodriguez Revert | Irene Trabazo Bragado    |
| 2022    | Lucía González | Gonzalo Inguanzo Macho | Sara Cueto Vega          |
| 2021    | Aida Nuño      | Lucía González         | Sara Cueto Vega          |
| 2020    | Lucía González | Aida Nuño              | Sara Bonillo Talens      |
| 2019    | Aida Nuño      | Lucía González         | Paula Díaz López         |
| 2018    | Aida Nuño      | Lucía González         | Helen Wyman              |
| 2017    | Lucía González | Aida Nuño              | Lierni Lekuona Etxebeste |
| 2016    | Aida Nuño      | Lucía González         | Alicia González          |

## Statistieken

### Eindoverwinningen
Het aantal overwinningen per persoon, tot en met de editie 2023.

#### Mannen elite
| Eindzeges | Renner                 | Edities          |
| --------- | ---------------------- | ---------------- |
| 3         | Ismael Esteban         | 2016, 2019, 2021 |
| 3         | Felipe Orts            | 2017, 2018, 2020 |
| 1         | Kevin Suárez           | 2022             |
| 1         | Gonzalo Inguanzo Macho | 2023             |

#### Vrouwen elite
| Eindzeges | Renster        | Edities                |
| --------- | -------------- | ---------------------- |
| 4         | Aida Nuño      | 2016, 2018, 2019, 2021 |
| 4         | Lucía González | 2017, 2020, 2022, 2023 |

### Dagoverwinningen
Het aantal overwinningen per persoon, tot en met de editie van 2023.

#### Mannen elite
| Dagzeges | Renner                   | Edities   |
| -------- | ------------------------ | --------- |
| 13       | Felipe Orts              | 2017-2023 |
| 9        | Kevin Suárez Fernández   | 2019-2023 |
| 6        | Ismael Esteban           | 2016-2021 |
| 4        | Gonzalo Inguanzo Macho   | 2022-2023 |
| 3        | Vincent Baestaens        | 2016-2018 |
| 1        | Jens Dekker              | 2023      |
| 1        | Mario Junquera           | 2022      |
| 1        | Ryan Kamp                | 2022      |
| 1        | Miguel Rodriguez Novoa   | 2021      |
| 1        | David van der Poel       | 2021      |
| 1        | Lander Loockx            | 2021      |
| 1        | Iván Feijoo              | 2019      |
| 1        | Aitor Hernández          | 2016      |
| 1        | Javier Ruiz de Larrinaga | 2016      |

#### Mannen elite per land
| Dagzeges | Land      | Edities   |
| -------- | --------- | --------- |
| 37       | Spanje    | 2016-2023 |
| 4        | België    | 2016-2021 |
| 3        | Nederland | 2021-2023 |

#### Vrouwen elite
| Dagzeges | Renner                 | Edities   |
| -------- | ---------------------- | --------- |
| 19       | Lucía González         | 2017-2023 |
| 12       | Aida Nuño              | 2016-2021 |
| 3        | Laura Verdonschot      | 2023      |
| 2        | Irene Trabazo Bragado  | 2023      |
| 2        | Sofia Rodriguez Revert | 2022-2023 |
| 1        | Alba Teruel            | 2023      |
| 1        | Manon Bakker           | 2022      |
| 1        | Sara Cueto Vega        | 2022      |
| 1        | Lydia Pinto Larenjo    | 2021      |
| 1        | Anaïs Morichon         | 2021      |
| 1        | Helen Wyman            | 2017      |

#### Vrouwen elite per land
| Dagzeges | Land                | Edities   |
| -------- | ------------------- | --------- |
| 38       | Spanje              | 2016-2023 |
| 3        | België              | 2023      |
| 1        | Nederland           | 2022      |
| 1        | Frankrijk           | 2021      |
| 1        | Verenigd Koninkrijk | 2017      |

2016 · 2017 · 2018 · 2019 · 2020 · 2021 · 2022 · 2023 · 2024
Kampioenschappen:  Wereldkampioenschappen ·
 Europese kampioenschappen ·
 Pan-Amerikaanse kampioenschappen
 België ·
 Canada ·
 Denemarken ·
 Duitsland ·
 Finland ·
 Frankrijk ·
 Hongarije ·
 Ierland ·
 Italië ·
 Japan ·
 Kroatië ·
 Luxemburg ·
 Nederland ·
 Nieuw-Zeeland ·
 Noorwegen ·
 Oostenrijk ·
 Polen ·
 Servië ·
 Slowakije ·
 Spanje ·
 Tsjechië ·
 Verenigd Koninkrijk ·
 Verenigde Staten ·
 Zweden ·
 Zwitserland
Klassementen:  Wereldbeker ·
 Superprestige ·
 X²O Badkamers Trofee ·
 HSF System Cup ·
 USCX Series ·
 Coupe de France ·
 National Trophy Series ·
 Giro d'Italia Ciclocross ·
 Copa de España ·
 New England Series ·
 Swiss Cyclocross Cup
Overig:  Exact Cross
Voormalig:  EKZ CrossTour ·  Rectavit Series ·  US Cup